# Contea di Dongku
La contea di Dongkou (洞口县S, Dòngkǒu XiànP) è una contea della Cina, situata nella provincia di Hunan e amministrata dalla prefettura di Shaoyang.